# Na krawędzi
Na krawędzi è l'album di debutto della cantante polacca Jula, pubblicato il 14 agosto 2012 su etichetta discografica My Music e distribuito dalla EMI Music Poland.

## Tracce
1. Tylko Ty – 2:39
2. Chociaż ten jeden raz – 3:44
3. Byłam – 3:50
4. Nie zatrzymasz mnie – 3:39
5. Kiedyś odnajdziemy siebie – 2:43
6. Błądzę – 3:58
7. Za każdym razem – 3:38
8. Kolejny – 3:38
9. Obiecaj – 3:51
10. Lepszy dzień – 3:41

## Classifiche
| Classifica (2012) | Posizione massima |
| ----------------- | ----------------- |
| Polonia           | 3                 |